# Gallinotti
 Gallinotti (fl. XX secolo) è stato un calciatore italiano, di ruolo difensore.

## Carriera
Con la Rivarolese disputa 8 gare nel campionato di Prima Divisione 1922-1923.